# Vụ ám sát Park Chung-hee
Vụ ám sát Park Chung-hee (Hangul: 10.26 사건) là vụ mưu sát nhằm vào tổng thống, nhà độc tài Park Chung-hee của Hàn Quốc, diễn ra vào ngày 26 tháng 10 năm 1979 tại một tòa nhà bí mật nằm trong khuôn viên của Nhà Xanh. Vụ ám sát này có liên quan trực tiếp tới Cơ quan Tình báo Trung ương Hàn Quốc (KCIA), xảy ra vào lúc 7:41 phút tối. Vụ án thường được biết đến với tên gọi 10.26 hay Vụ 10.26.

## Diễn biến vụ ám sát
Giám đốc KCIA lúc bấy giờ là Kim Jae-gyu đã mời tổng thống Park Chung-hee đến dự tiệc tại một tòa nhà bí mật của KCIA ở Nhà Xanh. Sau khi Park cùng các khách mời khác đã yên vị, Kim bỏ ra ngoài nhằm phát tín hiệu rằng mình sẽ thực hiện kế hoạch với những người đồng lõa. Sau đó, Kim bước vào phòng, rút ra một khẩu súng lục và bắn chết Cha Ji-cheol – vệ sĩ trưởng, rồi bắn liên tiếp nhiều phát đạn vào Tổng thống. Ngay sau khi nghe thấy tiếng súng nổ, 5 đặc vụ KCIA khác xông vào phòng kế bên để giết nốt 2 vệ sĩ và viên tài xế của Park. Hung khí được dùng cho vụ ám sát này là súng lục loại Walther PPK.

## Những người tham gia
- Kim Jae-gyu: bị treo cổ vào 24 tháng 5 năm 1980;
- Park Heung-ju: bị xử bắn vào ngày 6 tháng 3 năm 1980;
- Park Seon-ho: đặc vụ KCIA và bạn lâu năm của Kim Jae-gyu, bị treo cổ vào 24 tháng 5 năm 1980;
- Yoo Seong-ok: tài xế hỗ trợ nhóm ám sát, bị treo cổ vào 24 tháng 5 năm 1980;
- Lee Ki-ju: trưởng bộ phận an ninh của tòa nhà, bị treo cổ vào 24 tháng 5 năm 1980;
- Kim Tae-won: đặc vụ KCIA tham gia vụ ám sát, bị treo cổ vào 24 tháng 5 năm 1980;
- Seo Young-jun: đặc vụ KCIA tham gia vụ ám sát, được thả sau khi mãn hạn tù.

Nhân chứng:
- Kim Gye-won: thư ký trưởng;
- Sim Soo-bong: một nữ ca sĩ nổi tiếng;
- Shin Jae-soon: một sinh viên Hoa khôi của trường Đại học Hanyang.

## Động cơ
Kim Jae-gyu sau đó xác nhận trước tòa án:
| “ | Tôi đã bắn đúng trái tim của Hiến pháp Duy Tân (Hiến pháp của nền Đệ Tứ Cộng hòa thời kỳ 1972–1979 trao quyền lực tối cao cho nhà độc tài Park Chung-hee) như một con thú. Tôi làm điều đó tất cả vì nền dân chủ của Tổ quốc. Không hơn, không kém. | ” |

Sau khi bị bắt, Kim Jae-gyu được đồn là đã thường xuyên hỏi trong vô vọng rằng liệu CIA có ý định liên hệ với ông ta hay không. Điều này dẫn đến một giả thiết rằng vụ ám sát có liên quan đến cả CIA.